# Rampur (Himachal Pradesh)
Rampur es una ciudad y concejo municipal situada en el distrito de Shimla,  en el estado de Himachal Pradesh (India). Su población es de 5655 habitantes (2011). Se encuentra a 130 km de Shimla, a orillas del río Sutlej.

## Demografía
Según el censo de 2011 la población de Rampur era de 5655 habitantes, de los cuales 2973 eran hombres y 2682 eran mujeres. Rampur tiene una tasa media de alfabetización del 93,02%, superior a la media estatal del 82,80%: la alfabetización masculina es del 95,92%, y la alfabetización femenina del 89,82%.